# Ato discricionário
Ato discricionário é aquele praticado com liberdade de escolha de seu conteúdo, do seu destinatário, tendo em vista a conveniência e a oportunidade de sua realização. Isso não significa que o ato discricionário, por dar uma certa margem de liberdade ao administrador, será realizado fora dos princípios que regem os atos administrativos, como por exemplo, o da legalidade e moralidade, pelo contrário, esse segue o mesmo parâmetro do ato vinculado.
O ato discricionário porém tem suas limitações, que são determinadas pela Lei. Se um Ato discricionário causar prejuízo a terceiro seja a um cidadão ou a coletividade pode-se impetrar, perante o Judiciário, um mandado de segurança ou mandado de segurança coletivo, ou mesmo ingressar com uma ação civil pública.